# Risto Jankow
Risto Jankow (ur. 5 września 1998 w Skopju) – macedoński piłkarz występujący na pozycji bramkarza w macedońskim klubie Rabotniczki, którego jest wychowankiem. W trakcie swojej kariery grał także w Lokomotivie. Młodzieżowy reprezentant Macedonii Północnej.